# Кононко Олена Леонтіївна
Коно́нко Оле́на Лео́нтіївна (нар. 29 квітня 1943 року, м. Томськ, РФРСР, СРСР) — психолог, доктор психологічних наук (2002), професор (2002).

## Біографія
Народилася 29 квітня 1943 року в родині службовців в Томську. Після закінчення війни у 1945 році сім'я повернулася до Києва.
У 1960 році закінчила середню школу № 44 і педагогічну діяльність розпочала зі старшої піонервожатої у середній школі № 28. В 1961 році вступила до Київського державного університету ім.Т.Шевченка на філологічний факультет. Навчання в університеті поєднувала з роботою вихователем дитячого виховного закладу № 326. Після закінчення університету, протягом з 1967 по 1969 рік, працювала бібліотекарем ЦНБ АН. 
З 1969 по 1989 рік працювала у Науково-дослідному інституті психології МОН УРСР спочатку старшим лаборантом, потім молодшим, а потім старшим науковим співробітником. 
У 1978 році захистила кандидатську дисертацію з вікової та педагогічної психології. 
З 1989 по 1990 рік — доцент, з 1991 по 1996 рік — завідувач кафедри дошкільної педагогіки і психології Київського міжрегіонального інституту удосконалення вчителів імені Бориса Грінченка. 
У 2002 році за дисертаційне дослідження «Психологічні основи особистісного становлення дошкільника» присуджено науковий ступінь доктора психологічних наук та присвоєно вчене звання професора.
З 1997 по 2011 рік — заступник директора з наукової роботи Інституту проблем виховання Національної академії педагогічних наук України. З 2011 по 2013 рік — завідувач кафедри соціальної педагогіки, а з 2013 року — завідувач кафедри дошкільної освіти Ніжинського державного університету імені Миколи Гоголя.

## Наукова робота
Олена Леонтіївна Кононко — голова науково-методичної ради з питань освіти (дошкільної) Міністерства, член редколегії фахового часопису «Дошкільне виховання», журналу «Педагогіка толерантності» та «Педагогічної газети», член експертної комісії ВАК України.
Під керівництвом професора О. Л. Кононко успішно захищено дві докторські, 17 кандидатських дисертацій, близько 40 магістерських та дипломних робіт.
Вивчає проблеми розвитку особистості в ранньому онтогенезі, формування основ її життєвої компетентності, реалізації систематичного підходу до розвитку, навчання і виховання дошкільників, розвитку в старших дошкільників цілісного світобачення.

### Основні праці
За ЕСУ:
- В мире раннего детства. 1985;
- Чтобы личность состоялась. 1991;
- Соціально-емоційний розвиток особистості (в дошкільному дитинстві): Навч. посіб. 1998;
- Психологічні основи особистісного становлення дошкільника (системний підхід). 2000;
- Виховуємо соціально компетентного дошкільника: Навч.-метод. посіб. 2009;
- Плекаємо в малечі почуття самовартісності: Навч.-метод. посіб. 2010 (усі – Київ).[3]

## Нагороди та визнання
За вагомий внесок у наукову та педагогічну діяльність, модернізацію системи дошкільної освіти України та багаторічну творчу працю нагороджена знаками «Відмінник освіти України» та «Ушинський К. Д.», грамотами МОН України; отримала подяку та грамоту Верховної Ради України; має почесне звання «Заслужений діяч науки і техніки України».